# Jot (litera)
Jot (pisana Ϳϳ) – litera alfabetu greckiego, używana do zapisu dźwięku [j] w dialekcie arwanickim języka albańskiego oraz w rekonstrukcjach lingwistycznych archaicznych form języka starogreckiego.

## Lingwistyka
Litera jot została także zastosowana przez lingwistów w XIX wieku w alfabecie greckim, celem zapisu fonemu /j/ w rekonstruowanej archaicznej grece, będącego dźwiękiem półspółgłoskowym, odpowiadającym głosce „i” następującej po samogłosce. Utrata tego fonemu w antycznej grece nastąpiła w okresie archaicznym.

## Wykorzystanie
W lingwistyce ten grafem jest stosowany głównie w gramatyce historycznej archaicznej greki, celem wyjaśnienia pewnych zjawisk językowych oraz do rekonstrukcji różnych ważnych procesów fonetycznych i morfologicznych.
Fonem ϳ ulega różnym transformacjom w różnych okolicznościach:
- na początku słowa ϳ zanika, pozostawiając przydech mocny lub ζ:
  - ϳηπαρ>ἧπαρ (wątroba)
  - ϳυμη>ζύμη (drożdże)
- pomiędzy samogłoskami ϳ może:
  - ulegać artykulacji:
    - *ἀληθεσϳα>*ἀληθεϳα>ἀλήθεια (prawda)

  - zanikać powodując wydłużenie poprzedniej samogłoski:
    - *διϳος>δῑος (boski)

  - zanikać bez śladu:
    - *πολεϳες>*πολεες>πόλεις (miasta)

- jeżeli ϳ jest poprzedzony przez jedną lub większą liczbę spółgłosek, to zanika z różnymi skutkami:
  - γ + ϳ>σσ (ττ) lub ζ
  - δ + ϳ>ζ
  - κ, χ + ϳ>σσ (ττ)
  - λ + ϳ>λλ
  - π, φ + ϳ>πτ
  - αν, εν + ϳ>αιν, ειν
  - ῐν, ῠν + ϳ>ῑν, ῡν
  - αρ, ερ + ϳ>αιρ, ειρ
  - ῐρ, ῠρ + ϳ>ῑρ, ῡρ

## Przykłady
Transformacja czasownika końcówki -μι pierwszej klasy ἵημι, z którego otrzymuje się formę czasu teraźniejszego ἱε. Ta transformacja zachodzi ponieważ pewne czasowniki końcówki -μι pierwszej klasy stosują tę spółgłoskę w tej samej prepozycyjnej formie czasownikowej dodając ι. W tym przypadku forma czasownikowa brzmi ϳε, ale przez uzyskiwanie ϳιϳε widać, że ϳ zanika pozostawiając przydech mocny przed ι lub przed ιε dla teraźniejszej formy czasownikowej oraz dla ἵημι z przydechem mocnym, co zachodzi przy czasie teraźniejszym aktywnym wskazującym dla pierwszej osoby liczby pojedynczej, oraz wydłuża tę samogłoskę.

## Kodowanie
W Unicode litera jest zakodowana:
| Znak | Unicode | Kod HTML             | Nazwa unikodowa          | Nazwa polska             |
| ---- | ------- | -------------------- | ------------------------ | ------------------------ |
| Ϳ    | U+037F  | &#x037F; lub &#895;  | GREEK CAPITAL LETTER YOT | wielka litera grecka jot |
| ϳ    | U+03F3  | &#x03F3; lub &#1011; | GREEK LETTER YOT         | mała litera grecka jot   |